# Nomioides minutissimus
Nomioides minutissimus là một loài Hymenoptera trong họ Halictidae. Loài này được Rossi mô tả khoa học năm 1790.